# Passauer Oberland

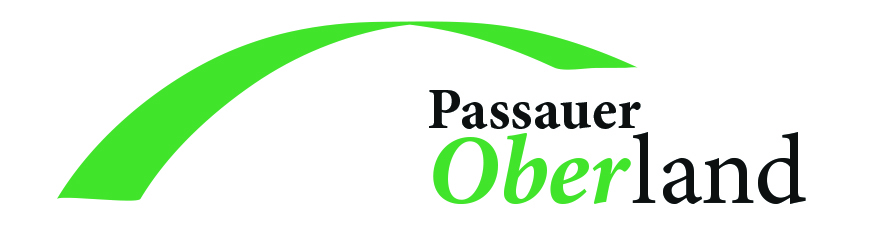
Logo Passauer Oberland

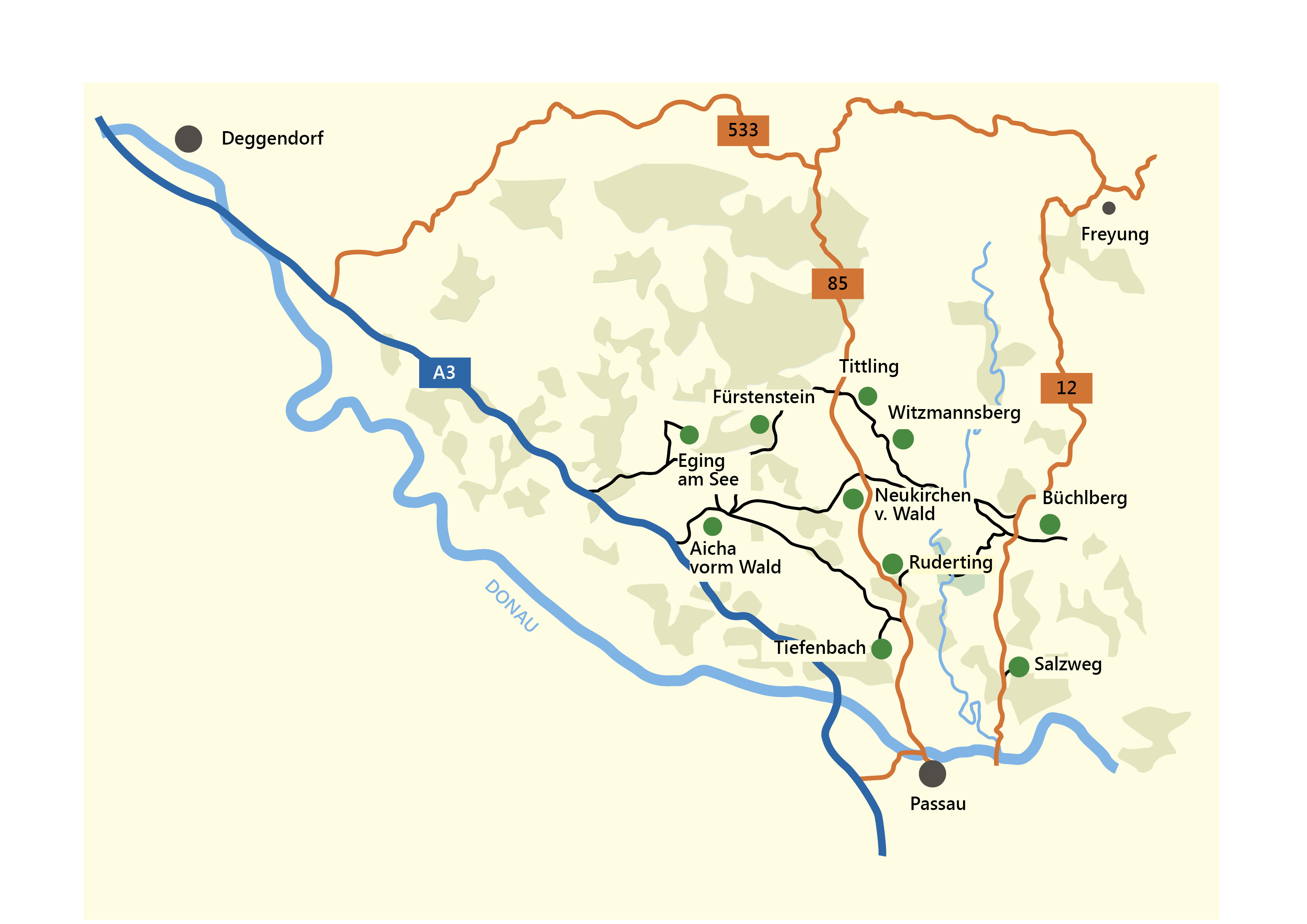
Karte des Passauer Oberlandes

Als Passauer Oberland wird eine ILEK-Region im Landkreis Passau nördlich der Donau bezeichnet.

## Lage
Mit seiner Lage nördlich der Donau zählt das ILE-Gebiet zum Naturraum des Bayerischen Waldes. Die einzelnen Kommunen ordnen sich überwiegend zwischen Donau und Ilz an. Die Region ist über die BAB 3, den Autobahnzubringer, die Bundesstraßen B 12 und B 85, die Passauer Bahn sowie die Bahnstrecke Regensburg–Passau, die Rottalbahn und die Ilztalbahn verkehrsmäßig erschlossen. Das Passauer Oberland ist Bindeglied zwischen der Universitätsstadt Passau und dem Bayerischen Wald. Die Region charakterisieren die Landschaften des Vorwaldes, der Naturraum der Ilz und eine über 1000-jährige Kulturgeschichte am Handelswegenetz der Goldenen Steige.

## Gründung
Der freiwillige Zusammenschluss von elf Gemeinden des nördlichen Landkreises Passau zur ILE Passauer Oberland besteht seit dem Jahr 2010. Unterstützt wird die ILE Passauer Oberland vom Amt für Ländliche Entwicklung Niederbayern mit Sitz in Landau an der Isar.
Folgende Gemeinden sind Mitglieder der ILE:
- Gemeinde Aicha vorm Wald
- Gemeinde Büchlberg
- Markt Eging am See
- Gemeinde Fürstenstein
- Gemeinde Neukirchen vorm Wald
- Gemeinde Ruderting
- Gemeinde Salzweg
- Gemeinde Tiefenbach
- Markt Tittling
- Markt Windorf
- Gemeinde Witzmannsberg

## Vorsitz
| Zeitraum  | Name           | Amt                                     |
| --------- | -------------- | --------------------------------------- |
| 2010–2012 | Josef Schätzl  | Bürgermeister der Gemeinde Ruderting    |
| 2012–2014 | Stephan Gawlik | Bürgermeister der Gemeinde Fürstenstein |
| 2014–2016 | Stephan Gawlik | Bürgermeister der Gemeinde Fürstenstein |